# Hohøj

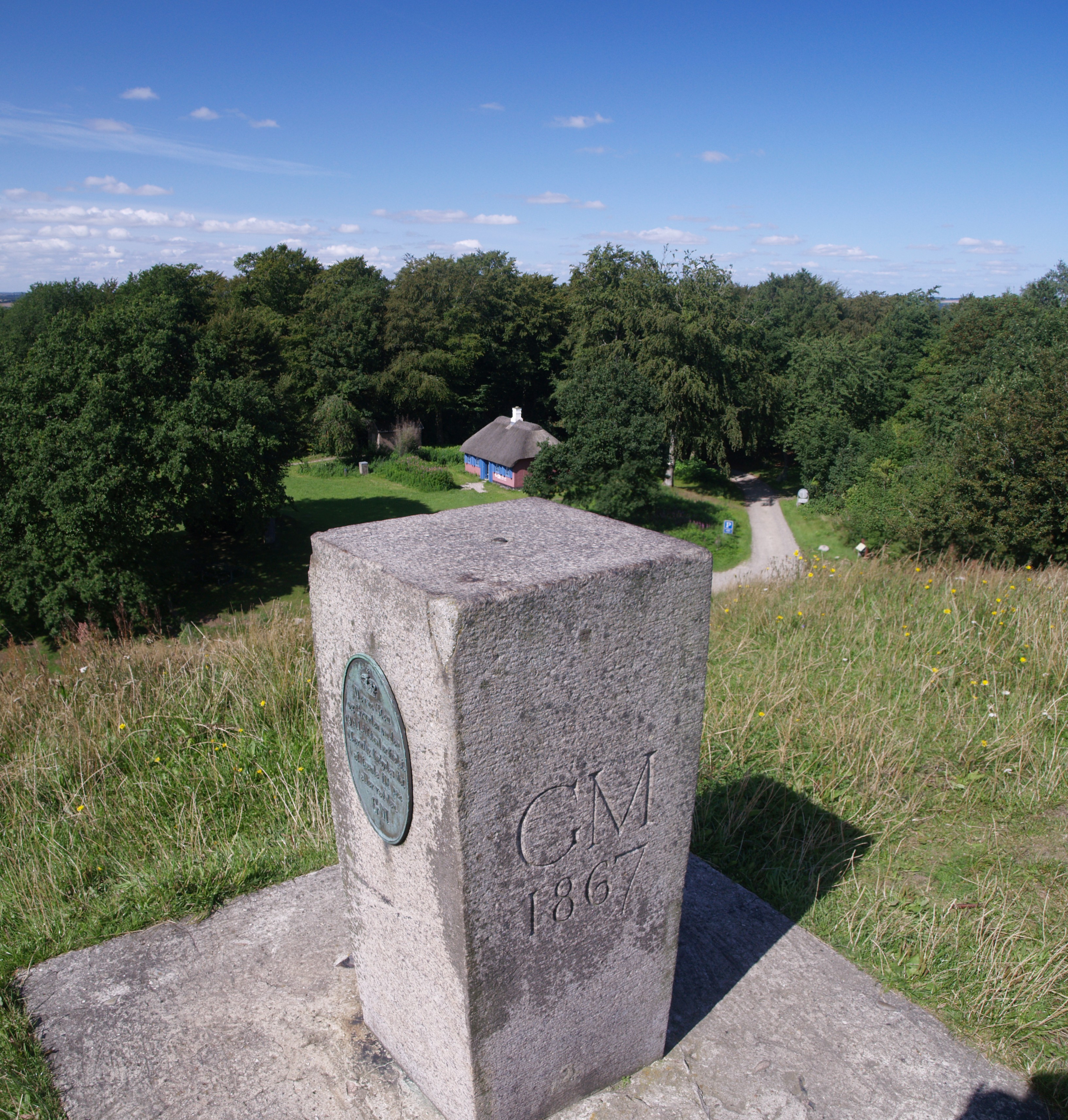
Unterschutzstellungsstein auf dem Hohøj

Der Hohøj, etwa 2,0 km östlich von Mariager in Jütland ist mit 72 Meter Durchmesser und 12 Meter Höhe der größte Grabhügel (dänisch oldtidshøj) Dänemarks. Seine Spitze liegt 110 Meter über dem Meeresspiegel. Das Wissen über den Bereich basiert auf einer interdisziplinären Studie aus den späten 1990er Jahren. 
Im Jahr 1997 wurde ein 15,0 m langer Abschnitt auf der Südseite des Hügels untersucht, um sein Alter zu bestimmen. Bei dieser Gelegenheit wurde festgestellt, dass die Menschen der Bronzezeit vor 3400 Jahren das Gelände zunächst für das Hügelfundament nivelliert hatten. Man weiß immer noch nicht, welche Gräber er eventuell enthält. Er ist 1898 ist unter Schutz gestellt worden.
100 m südöstlich vom Hohøj lag in der älteren Eisenzeit (zwischen 500 v. Chr. und 0) eine Siedlung. Bei der Ausgrabung einer ungefähr 7000 m² großen Fläche wurden Gebäude erkannt, von denen eines vollständig ausgegraben wurde. Das dreischiffige Langhaus mit zwei Reihen dachtragender Pfosten hatte eine Größe von etwa 17,0 × 5,0 m.
Wie es oft der Fall ist, sind alte Legenden mit dem Hügel verbunden. Es wird überliefert, dass ein König Ho in dem Hügel mit Rüstung und einem Schwert aus purem Gold begraben liegt. 